# Cara Seymour
Cara Seymour (Essex, 6 gennaio 1964) è un'attrice britannica.

## Biografia
Tra i lungometraggi in cui Seymour ha recitato vi sono American Psycho, Dancer in the Dark, Il ladro di orchidee, Gangs of New York, Birth - Io sono Sean, Hotel Rwanda, La famiglia Savage e An Education.
Dal 2014 interpreta il personaggio di suor Harriet nella serie televisiva The Knick di Cinemax.

## Filmografia

### Cinema
- A Further Gesture, regia di Robert Dornhelm (1997)
- C'è posta per te (You've Got Mail), regia di Nora Ephron (1998)
- American Psycho, regia di Mary Harron (2000)
- Dancer in the Dark, regia di Lars von Trier (2000)
- A Good Baby, regia di Katherine Dieckmann (2000)
- Silent Grace, regia di Maeve Murphy (2001)
- Il ladro di orchidee (Adaptation.), regia di Spike Jonze (2002)
- Gangs of New York, regia di Martin Scorsese (2002)
- Evergreen, regia di Enid Zentelis (2004)
- Birth - Io sono Sean (Birth), regia di Jonathan Glazer (2004)
- Hotel Rwanda, regia di Terry George (2004)
- Steal Me, regia di Melissa Painter (2005)
- La scandalosa vita di Bettie Page (The Notorious Bettie Page), regia di Mary Harron (2005)
- La famiglia Savage (The Savages), regia di Tamara Jenkins (2007)
- The Auteur, regia di James Westby (2008)
- Last Call, regia di Steven Tanenbaum (2008)
- Gli ostacoli del cuore (The Greatest), regia di Shana Feste (2009)
- An Education, regia di Lone Scherfig (2009)
- Beyond the Fire, regia di Maeve Murphy (2009)
- Wolfe with an E, regia di David Louis Zuckerman (2011)
- The Music Never Stopped, regia di Jim Kohlberg (2011)
- Jack & Diane, regia di Bradley Rust Gray (2012)
- I Origins, regia di Mike Cahill (2014)
- Madame Clicquot (Widow Clicquot), regia di Thomas Napper (2023)

### Televisione
- Mitch Albom's For One More Day, regia di Lloyd Kramer - film TV (2007)
- Red Riding - serie TV, 2 episodi (2009)
- Zero Hour - serie TV, 1 episodio (2013)
- The Knick - serie TV (2014-2015)